# Оскар де Сомвіль
Оскар де Сомвіль (19 серпня 1876 — 30 серпня 1938) — бельгійський академічний веслувальник.
Срібний призер Олімпійських Ігор 1900, 1908 років у складі вісімки.
Чемпіон Європи 1900 (розпашні четвірки зі стерновим), 1900 (вісімки), 1901 (вісімки), 1902 (розпашні двійки зі стерновим), 1902, 1906, 1907, 1908 років у складі вісімки, срібний призер 1900 (розпашні двійки зі стерновим), 1908, 1909 років у складі розпашної четвірки зі стерновим, бронзовий призер 1902 року в складі розпашної четвірки зі стерновим.